# Tony Myatt
Tony Myatt est un animateur de radio au Royaume-Uni. Il a auparavant travaillé à la BBC, à Channel 4, au 102.2 Jazz FM (en), Capital Radio, PrimeTime Radio (en), Radio Mercure et sur Saga DAB radio (en). Il est considéré par beaucoup comme le premier homme à faire passer Kate Bush à la radio et l'a également interviewé dans son « live » sur son émission de Capital Radio.